# Plukenetia carabiasiae
Plukenetia carabiasiae es una especie de planta fanerógama de la familia Euphorbiaceae.

## Clasificación y descripción de la especie
Esta especie, por tener la columna estilar cilíndrica, alargada y frutos capsulares tetralobulados y tetralados, pertenece a la sección Cylindrophora (Müll. Arg.) del género Plukenetia.
Este taxón está constituido por bejucos leñosos de 15 hasta 30 m de largo; las hojas con estípulas triangulares glabras, como los pecíolos; las láminas foliares de 9 a 3 cm de largo por 5 a 8 de ancho, elípticas a ovadas, con ápices acuminados, las bases redondeadas o truncadas con dos glándulas marginales. Inflorescencias con flores unisexuales; flores estaminadas desconocidas, flores pistiladas solitarias o pareadas en las axilas de las hojas de alrededor de 17 mm de largo; sépalos 4 triangulares y glabros; el ovario 4-alado, alrededor de 3 a 4 mm de largo, estilo con 4 estigmas bilobados. Cápsula tetra-alada de 6 cm de largo y 5 a 7 de ancho; semillas de 2,4 a 2,7 cm de largo y de 2 a 2,7 cm de ancho.

## Distribución de la especie
Esta especie se distribuye en México, en el estado de Oaxaca, Tuxtepec, municipio San Felipe Usila.

## Ambiente terrestre
Se desarrolla en vegetación de selvas altas perennifolias, a una altitud de 500 m s.n.m.

## Estado de conservación
No se encuentra bajo ninguna categoría de riesgo en las normas mexicanas o internacionales (Norma Oficial Mexicana 059).